# Молдован Ельвіра Степанівна
Молдова́н Ельві́ра Степа́нівна (нар. 1984, с. Оринин, Кам'янець-Подільський район, Хмельницька область) — українська поетеса, член Національної спілки письменників України (2019).

## Біографія
Народилася 5 травня 1984 року в с. Оринин Кам'янець-Подільського на Хмельниччині. Закінчила Хмельницький інститут регіонального управління та права. Кандидат наук з державного управління (2013). Старший науковий співробітник Науково-дослідного центру митної справи Науково-дослідного інституту фіскальної політики Університету Державної фіскальної служби України.

## Літературна діяльність
Поетеса.

Авторка книжок лірики:
- «Полювання на муку». — Хмельницький: [б/в], 2000. — 60 с.;
- «Тінь у шухляді» (2003);
- «Смак самотності удвох». — Хмельницький: Федорченко С. О., 2018. — 80 с.

Добірки у колективних збірках «Ніч еротичної поезії» (2013), «Душа землі — в людському слові» (2017). Публікації в періодиці.

## Відзнаки
- Лауреат Всеукраїнського конкурсу на сільську тематику імені Г. Тютюнника (2017);
- Лауреат обласного конкурсу імені Івана Іова «Усі чекають справжнього поета» (2018).